# Grand Prix automobile du Venezuela 1957
Navigation
Édition précédente Édition suivante
Les Grand Prix automobile du Venezuela 1957, disputées le 3 novembre 1957 à Caracas, est la quatrième édition de cette épreuve et la septième et dernière manche du Championnat du monde des voitures de sport 1957.

## Course

### Classement de la course
Classement à l'issue de la course (vainqueurs de catégorie en gras), :
| Pos. | N° | Classe | Pilotes                             | Pilotes                           | Écurie                       | Châssis                              | Tours                 | Abandon           |
| ---- | -- | ------ | ----------------------------------- | --------------------------------- | ---------------------------- | ------------------------------------ | --------------------- | ----------------- |
| 1    | 14 | S+2.0  | Peter Collins                       | Phil Hill                         | Equipo Ferrari               | Ferrari 335 S                        | 6 h 31 min 55 s 8 101 |                   |
| 2    | 12 | S+2.0  | Mike Hawthorn                       | Luigi Musso                       | Equipo Ferrari               | Ferrari 335 S                        | 100                   |                   |
| 3    | 16 | S+2.0  | Wolfgang von Trips                  | Wolfgang Seidel                   | Equipo Ferrari               | Ferrari 250 TR                       | 97                    |                   |
| 4    | 18 | S+2.0  | Maurice Trintignant                 | Olivier Gendebien                 | Equipo Ferrari               | Ferrari 250 TR                       | 97                    |                   |
| 5    | 66 | S2.0   | Huschke von Hanstein                | Edgar Barth                       | Equipo Porsche               | Porsche 718 RSK                      | 91                    |                   |
| 6    | 30 | S+2.0  | Mauricio Marcotulli                 | Ettore Chimeri                    | Escuderia Madunina Venezuela | Maserati 300S                        | 91                    |                   |
| 7    | 68 | S1.5   | Ed Crawford                         | Ed Hugus                          | Edward W. Crawford           | Porsche 550 RS                       | 90                    |                   |
| 8    | 38 | S2.0   | Julio Pola                          | Piero Drogo                       | Escuderia Madunina Venezuela | Ferrari 500 TR                       | 90                    |                   |
| 9    | 60 | S2.0   | Julio Batista Falla                 | Jan de Vroom                      | Escuderia Cuba               | Ferrari 500 TR                       | 88                    |                   |
| 10   | 65 | S1.5   | Art Bunker                          | Carel Godin de Beaufort           |                              | Porsche 550 RS                       | 88                    |                   |
| 11   | 76 | S1.5   | Umberto Masetti                     | André Testut                      | Equipo Monte Carlo           | Osca MT4                             | 86                    |                   |
| 12   | 22 | S+2.0  | Dick Thompson                       | Dick Doane                        | Equipo Corvette              | Chevrolet Corvette C1                | 85                    |                   |
| 13   | 70 | S1.5   | Denise McCluggage                   | Ruth Levy                         | Denise McCluggage            | Porsche 550 RS                       | 85                    |                   |
| 14   | 40 | S+2.0  | C. Martinez                         | Ramón López                       | Escuderia Madunina Venezuela | Ferrari 500 Mondial                  | 79                    |                   |
| 15   | 64 | S1.5   | Santiago González                   | Manuel García                     | Equipo Cuba                  | Porsche 550 RS                       | 78                    |                   |
| 16   | 74 | S2.0   | Augusto Gutiérrez                   | Deblin                            |                              | AC Ace                               | 77                    |                   |
| 17   | 50 | S2.0   | Antonio Izquierdo                   | Juan Uribe                        | Equipo Colombia              | AC Ace                               | 76                    |                   |
| 18   | 31 | S+2.0  | João Rozende Dos Santos             | Francisco Borjes                  |                              | Aston Martin DB3S                    | 76                    |                   |
| 19   | 52 | S2.0   | Sergio González                     | Alberto Gutiérrez                 | Equipo C.A.D.V.              | Maserati 200S                        | 75                    |                   |
| 20   | 32 | S+2.0  | Lino Fayen                          | Jacques Oliver                    | Equipo C.A.D.V.              | Trans-Oliver Mercedes-Benz (Ferrari) | 74                    |                   |
| 21   | 58 | S2.0   | Renny Ottolina                      | Fredy Brandt                      | Equipo C.A.D.V.              | AC Ace                               | 72                    |                   |
| Abd. | 2  | S+2.0  | Jean Behra Harry Schell             | Stirling Moss                     | Equipo Maserati              | Maserati 450S                        | 55                    | Accident          |
| Abd. | 24 | S+2.0  | John Kilborn                        | Tom Pistone                       | Equipo Corvette              | Chevrolet Corvette C1                | 55                    | Surchauffe        |
| Abd. | 6  | S+2.0  | Jo Bonnier                          | Giorgio Scarlatti                 | Equipo Maserati              | Maserati 300S                        | 54                    | Accident          |
| Abd. | 46 | S2.0   | Silvano Turco                       | Ugo Tosa                          | Escuderia Madunina Venezuela | Maserati A6G                         | 34                    | ?                 |
| Abd. | 4  | S+2.0  | Stirling Moss                       | Tony Brooks                       | Equipo Maserati              | Maserati 450S                        | 32                    | Accident          |
| Abd. | 26 | S+2.0  | Jim Jeffords                        | Fred Windridge                    | Equipo Corvette              | Chevrolet Corvette C1                | 31                    | Surchauffe        |
| Abd. | 54 | S2.0   | Joseph Hap Dressel                  | Frank Pohanka                     | Equipo A.C. Bristol          | AC Ace                               | 25                    | Accident          |
| Abd. | 78 | S1.5   | Luis Ojanguren                      | Peter Monteverdi                  | Escuderia Madunina Venezuela | Lotus-Climax Eleven                  | 23                    | ?                 |
| Abd. | 56 | S2.0   | J. L. Droullers                     | Juan Fernández                    | Equipo C.A.D.V.              | AC Ace                               | 18                    | ?                 |
| Abd. | 62 | S2.0   | Alejandro de Tomaso                 | Isabelle Haskell                  | Equipo O.S.C.A.              | Osca MT4                             | 14                    | ?                 |
| Abd. | 10 | S+2.0  | Masten Gregory                      | Dale Duncan                       | Equipo Buell                 | Maserati 450S                        | 1                     | Accident          |
| Np.  | 8  | S+2.0  | Augusto Gutiérrez Giorgio Scarlatti | Francisco Godia-Sales Tony Brooks | Equipo Maserati              | Maserati 350S                        |                       | Boîte de vitesses |
| Np.  | 28 | S+2.0  | Guido Lollobrigita                  | E. Soriani                        | Escuderia Madunina Venezuela | Ferrari                              |                       | ?                 |
| Np.  | 34 | S2.0   | Ottavio Guarducci                   | Azzurro Manzini                   | Escuderia Madunina Venezuela | Maserati A6G                         |                       | ?                 |
| Nq.  | 44 | S2.0   | R. J. Dominguez                     | C. Martinez                       | Escuderia Madunina Venezuela | Ferrari                              |                       | ?                 |
| Nq.  | 48 | S2.0   | Oscar Oropeza                       | Marcelo Hernández                 | Equipo C.A.D.V.              | AC Ace                               |                       | ?                 |